# Alberto I della Scala
Alberto I della Scala (1245? – Verona, 3 settembre 1301) è stato un condottiero italiano.
Alberto I fu signore di Verona dal 1277 fino alla sua morte, anche se già precedentemente fu fidato consigliere del fratello maggiore, Mastino, da cui ereditò il potere.

## Cattura dei catari

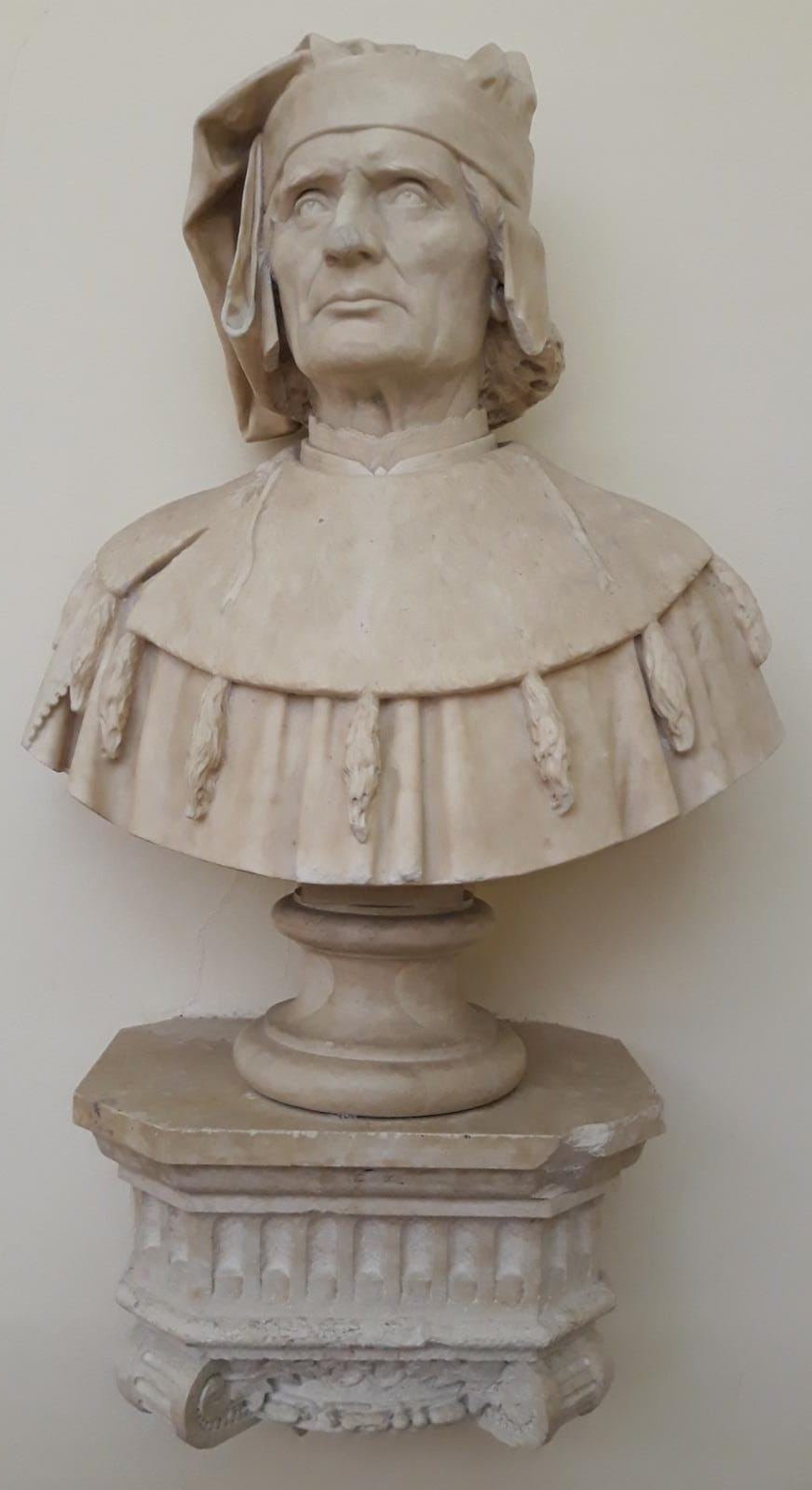
Il busto di Alberto della Scala presso la Protomoteca della Biblioteca civica di Verona

Presso Sirmione era presente una corposa comunità di eretici Catari e Patarini, che avevano ormai assunto il controllo spirituale ed amministrativo della città, motivo per cui il Tribunale dell'Inquisizione inviò numerosi inquisitori a Sirmione, per verificare la situazione: vista la potenza che andavano assumendo gli eretici, il vescovo di Verona promosse una campagna militare contro Sirmione di cui fu capo Alberto, dopo un brevissimo assedio, riuscì a farla capitolare. Gli eretici e le eretiche furono catturati e portati nelle prigioni veronesi, sotto la tutela di Mastino, e solo dopo la morte di Mastino gli eretici furono fatti bruciare pubblicamente nell'Arena e la città fu sciolta definitivamente dalla scomunica, grazie alla riconciliazione con il papa Nicolò IV.

## La morte del fratello e la presa del potere
Alberto fu podestà di Mantova dal 1272 al 1277, e saputa la notizia dell'assassinio del fratello Mastino, il 26 ottobre 1277 tornò velocemente a Verona da Mantova e, giunto in città, si vendicò degli assassini del fratello. Nei nuovi statuti furono rese note le condanne, che videro pene molto dure, e che furono per questo molto efficaci, tanto che per un lungo periodo non si ebbero nuove rivolte o cospirazioni.
L'uccisione di Mastino giustificò agli occhi dei cittadini veronesi le sentenze di morte ai danni dei congiurati e i provvedimenti voluti da Alberto. Egli, con questi ultimi, riuscì ad ottenere le prerogative di un sovrano, creando così ufficialmente la prima signoria cittadina, anche se già prima Mastino aveva accentrato nelle sue mani il potere.
Alberto aveva già dimostrato le sue abilità politiche nelle cariche che aveva già svolto, per cui la sua successione al potere della città fu naturale (anche perché Mastino non lasciò discendenti legittimi) e ben accetta dai cittadini veronesi. Furono soprattutto i mercanti ad essere dalla parte di Alberto, tanto che nel 1269 lo avevano già eletto podestà perpetuo della Domus Mercatorum.

## Il governo di Alberto
Il principale merito della politica di Alberto fu la pace interna ed esterna, e così nel 1290, grazie alla sua influenza, fece eleggere come capitano il figlio Bartolomeo, consolidando così il potere della famiglia scaligera, e preparando la successione del figlio primogenito.
Grazie al potere la ricchezza privata degli scaligeri aumentò considerevolmente, mentre il popolo, ormai suddito, era generalmente soddisfatto della sua situazione.
Nel 1294, quando Azzo VIII d'Este e Francesco d'Este allontanarono da Ferrara Costanza della Scala che aveva sposato il loro padre, Alberto adirato gli dichiarò guerra e, insieme ai padovani, ebbe una grande vittoria, tanto che venne festeggiata con una grande cerimonia, in cui mostrò la sua grande ricchezza: i figli Bartolomeo e Cangrande, insieme ad altri fedeli, furono armati cavalieri e parteciparono alla giostra medievale, mentre agli invitati furono donati vestiti di porpora. Altra grande festa venne indetta per le nozze del figlio Alboino con la figlia di Matteo Visconti il 28 dicembre 1298, a cui partecipò anche il popolo di Verona.
Ricordando la sua origine Alberto, nel 1301, fece erigere un nuovo palazzo in piazza Erbe, la Casa dei Mercanti, in pietra veronese e con la classica merlatura ghibellina, ma ebbe anche cura degli edifici religiosi. Altri lavori pubblici furono il miglioramento delle difese cittadine e la risistemazione delle strade, la restaurazione del ponte Pietra e la ricostruzione in pietra del ponte Nuovo. L'opera più importante fu l'ampliamento delle mura a nord della città, da porta Vescovo a porta Vittoria. Importante, all'esterno delle mura cittadine, fu la politica di creazione di un baluardo a difesa del territorio veronese lungo i confini: per questa politica i matrimoni divennero un'arma fondamentale. Questi non erano conseguenza dell'aspirazione dello scaligero di assumere un titolo nobiliare, tanto che egli non voleva distinguersi dalla borghesia cittadina, ma conseguenza della sua voglia di affermare la fede ghibellina.

## Le guerre e la morte
Al figlio Bartolomeo I, che aveva assunto il capitanato, furono affidate due imprese belliche nel 1297 e nel 1299: la prima contro il vescovato di Trento, che minacciava gli amici di famiglia Castelbarco, e che possedevano un territorio compreso tra Rovereto e Riva del Garda; la seconda contro Mantova, che venne occupata. La guerra trentina consolidò ulteriormente la fedeltà dei Castelbarco, e lo stesso fece la spedizione mantovana nei confronti della città confinante.
Alberto morì a Verona il 3 settembre 1301, e gli succedette prima il figlio Bartolomeo I (a cui fu dato l'affidamento dei due fratelli, ancora minorenni), poi gli altri due figli. Egli lasciò il suo grande patrimonio ai tre figli, tra cui venne spartito equamente.
Il suo sarcofago si trova all'interno delle Arche scaligere a Verona.

## Discendenti
Da Verde di Salizzole, sposata nel 1263, ebbe:
- Costanza (?-Mantova, 1306);
- Bartolomeo (?-1304);
- Barbara (?-1297);
- Alboino (1284-Verona, 28 ottobre 1311);
- Cangrande I (9 marzo 1291-Treviso, 18 luglio 1329);
- Caterina, sposò Niccolò da Fogliano e quindi Bailardino Nogarola.

Ebbe anche un figlio illegittimo:
- Giuseppe (1263-1314), religioso.